# Мулдашево
Мулда́шево (рос. Мулдашево, башк. Мулдаш) — присілок у складі Учалинського району Башкортостану, Росія. Входить до складу Ільчигуловської сільської ради.
Населення — 81 особа (2010; 146 в 2002).
Національний склад:
- башкири — 98%